# 世明寿寺
世明寿寺（せみょうじゅじ）とは埼玉県東松山市正代にある曹洞宗の寺院である。山名は東崎山。比企西国三十三札所十七番となる。開山は1653（承応2）年で本尊は釈迦如来であるが、それ以前の南北朝期から千手観音堂が存在しており民衆の間で信仰されていた観音堂には二十八部衆及び千手観音がある。
なお、世明寿寺の二十八部衆像は二十八部衆像及び風神像、雷神像の中に弥勒菩薩像があることでも特筆に値する。世明寿寺の二十八部衆像は二十八部衆像及び風神像、雷神像、千手観音像すべて1体も欠けてないので、弥勒菩薩像を含めると合計32体となる。

## 世明寿寺の阿修羅像について
三面四臂で一切の装飾品を持たず、板金剛すら履いていない。
日月は掲げていないが右（写真で見ると左）の腕が途中から欠けており、当初から日月を掲げていないかどうかまでは判断できない。また正面の顔は強い敵に相対した時の喜びを現すかのごとくにやけた笑みを見せ、右（写真で見ると左）の顔は敵と戦っている最中の如き顔つき、左（写真で見ると右）の顔つきは倒した敵を見下ろすかのごとき表情の顔である。
この阿修羅像は興福寺の阿修羅像と同様正面→右→左という形で顔を見る事によってストーリーが出来上がっていることになる。

## 文化財
- 千手観音（市指定文化財）
- 二十八部衆及び風神及び雷神及び弥勒菩薩（市指定文化財）
- 算額（市指定文化財）

## 交通アクセス
- 東武東上線高坂駅東口から徒歩21分程度
- 川越観光バス：［高03］高坂駅東口 - ピオニウォーク東松山バス停下車（モール西側入口前）徒歩12分程度

## 周辺施設
- ピオニウォーク東松山（徒歩10～12分程度）